# Max Steinmetz (Historiker)
Max Steinmetz (* 12. Oktober 1912 in Frankfurt am Main; † 11. September 1990 in Leipzig) war ein deutscher Historiker. Seine Forschungstätigkeit zur Universitäts- und zur Reformationsgeschichte machte ihn zu einem der bedeutendsten Historiker der DDR.

## Leben und Wirken
Der Sohn eines Versicherungsangestellten wuchs in bescheidenen Verhältnissen in Mannheim auf. 1932 legte er das Abitur an einem humanistischen Karl-Friedrich-Gymnasium Mannheim ab. Steinmetz begann 1932/33 das Studium der Philosophie und Kunstgeschichte an der Universität Heidelberg und trat dem NS-Studentenbund bei. Der SA gehörte er von 1933 bis 1940 an. Er entdeckte seine Neigung für Geschichte und wechselte das Studienfach. Nach einem kurzen Aufenthalt an der Universität Frankfurt am Main setzte er seine Studien an der Universität Freiburg i. Br. fort. Er wurde 1939 in Freiburg im Breisgau bei Gerhard Ritter promoviert über die Politik der Kurpfalz unter Ludwig V. Nach der Promotion trat Steinmetz eine Assistentenstelle beim Projekt „Deutsche Biographie der Reformationszeit“ unter der Leitung von Wilhelm Maurer (1900–1982) an der Universität Marburg an. 1940 wurde er von der deutschen Wehrmacht eingezogen und wurde als Funker ausgebildet. Aufgrund seiner Sehschwäche war er nicht felddiensttauglich und diente deshalb als Schreiber in der Militärverwaltung in Frankreich. Im November 1944 erfolgte seine Versetzung in das Kurland. In den letzten Tagen des Zweiten Weltkrieges geriet Steinmetz in sowjetische Gefangenschaft. Während seiner vierjährigen Haftzeit begann er sich mit dem Marxismus-Leninismus auseinanderzusetzen und wurde ein überzeugter Anhänger der kommunistischen Idee.
Im Juli 1949 erfolgte seine Freilassung. Eine Woche nach seiner Entlassung trat er in die Deutsche Verwaltung für Volksbildung ein. Parallel dazu übernahm er eine Lehrtätigkeit an der Arbeiter-und-Bauern-Fakultät und an einer Bibliotheksschule in Berlin. Bereits 1949 hatte er einen Antrag um Aufnahme in die SED gestellt, doch wurde ihm die Mitgliedschaft zunächst verwehrt. Erst 1952 erhielt er das Parteibuch. 1952 hatte er einen Lehrauftrag an der Humboldt-Universität zu Berlin inne. Seit 1954 wurde er Nachfolger des verstorbenen Karl Griewank an der Universität Jena mit einer Dozentur betraut. Im Jahr 1957 habilitierte er sich mit einer Arbeit über Thomas Müntzer. Zwischen 1958 und 1962 war er für das MfS als „Geheimer Informator“ tätig. 1961 wurde er als Professor an die Karl-Marx-Universität Leipzig berufen. Von 1962 bis 1968 war er Dekan der Philosophischen Fakultät. Steinmetz arbeitete jahrzehntelang in der Redaktion der Zeitschrift für Geschichtswissenschaft mit und war Direktor des Institutes für deutsche Geschichte in Leipzig.
Die unter seiner Leitung entstandene Geschichte der Universität Jena 1548/58–1958 wird zu den wichtigsten Leistungen der Jenaer Geschichtswissenschaft nach 1945 gezählt. Sein wissenschaftliches Hauptthema war die Frühbürgerliche Revolution in Deutschland. Anfang der 1960 leitete er mit seinen Thesen zur frühbürgerlichen Revolution die Diskussion um den revolutionären Charakter der Zeit der Reformation und des Bauernkrieges ein. Steinmetz beschäftigte sich außerdem mit der Humanismusforschung, der Universitätsgeschichte sowie der Kunst- und Literaturgeschichte. 1977 wurde er emeritiert.
Steinmetz wurde 1966 mit der Ehrennadel der Karl-Marx-Universität Leipzig ausgezeichnet. Er erhielt 1971 die Pestalozzi-Medaille in Silber, 1972 den Vaterländischen Verdienstorden in Bronze und 1975 den Nationalpreis der DDR III. Klasse „für seine hervorragenden Leistungen auf dem Gebiet der Geschichte des deutschen Bauernkrieges“. Die Karl-Marx-Universität Leipzig machte ihn 1977 zum Ehrendoktor und 1982 zum Ehrensenator. Ebenfalls 1977 wurde ihm die Ehrenplakette „Für die Verdienste um die Hoch- und Fachschulbildung“ verliehen und er wurde Ehrenmitglied der Historiker-Gesellschaft der DDR. Ihm wurde der Vaterländische Verdienstorden in Bronze (1972) und in Silber (1987) verliehen.

## Schriften (Auswahl)
Monografien
- Thomas Müntzers Weg nach Allstedt. Eine Studie zu seiner Frühentwicklung. Berlin 1988, ISBN 3-326-00402-8.
- Deutschland von 1476 bis 1648 (Von der frühbürgerlichen Revolution bis zum Westfälischen Frieden). 2., überarbeitete und erweiterte Auflage, Deutscher Verlag der Wissenschaften, Berlin 1978.
- mit Karl Czok: Leipziger Land im Bauernkrieg. Brockhaus, Leipzig 1975.
- Das Müntzerbild von Martin Luther bis Friedrich Engels (= Leipziger Übersetzungen und Abhandlungen zum Mittelalter. Reihe B. Bd. 4). Deutscher Verlag der Wissenschaften, Berlin 1971.

Herausgeberschaften
- Die frühbürgerliche Revolution in Deutschland. Akademie-Verlag, Berlin 1985.